# Santa Maria de Sarral
Santa Maria de Sarral és una obra del municipi de Sarral (Conca de Barberà) inclosa en l'Inventari del Patrimoni Arquitectònic de Catalunya.

## Descripció
La planta d'una nau és amb capelles laterals entre contraforts (48 x 18 m). Té quatre navades, creuer sortint i absis poligonal. Dues capelles en planta de creu cupulada sobresurten de l'estructura. Coberta amb volta de canó amb llunetes. Transsepte amb cimbori de planta ovalada. A l'angle esquerre del peu s'aixeca un campanar (superposició de prismes quadrats i hexagonals). Destaca el frontispici de carreuat de pedra que forma una composició unitària amb el campanar. L'ornamentació es concentra a la portalada: ordre corinti de 4 columnes, frontó curvilini trencat, coronat per una fornícula. Materials: frontispici, campanar, arcs interiors i elements angulars de pedra; murs d'aparell de maçoneria, voltes de maó de pla.
Timpà de l'església bastida durant el segle xii. Peça de pedra semicircular la qual fou manipulada en diversos moments. La decoració originària es limitaria a la faixa vegetal que recorre tot el perímetre. Estilísticament hom ho pot relacionar amb l'escultura que apareix en els capitells del claustre de Sant Esteva de Poblet i la seva disposició recorda el timpà d'una església pròxima: el de santa Maria del Pla. En ambdós l'espai central resta sense decoració. Posteriorment va ser-hi afegida l'escultura central. Es tracta de la figura de la Verge amb l'Infant sobre la falda i a banda i banda Sant Joan i un personatge no identificat. Una modificació del s.XIII els hauria col·locat sota les arcades gòtiques que els emmarca encara avui.

## Història
Sarral fou colonitzat a finals del s.XII. Alfons el Cast va donar la carta de població del lloc el 1180, esdevenint per ella vila sota protecció reial. L'església es bastiria a finals del s. XII, la trobem documentada per primera vegada l'any 1194, i es va dedicar a Santa Maria. A finals del s.XIII es devia modificar el timpà i l'edificació primitiva desaparegué el 1464, quan els exèrcits de Joan II entraren a la vila. Més modernament, l'edifici bastit després de la Guerra Civil Catalana fou substituït per un de barroc, així a finals del segle xvii hi ha mitja església nova, (navades actuals prèvies al creuer) i l'església vella, on avui hi ha el campanar. L'any 1757 es construeix, enderrocant l'església vella, la part nova que faltava, el frontispici i el campanar. L'any 1801 un incendi fortuït destrueix l'interior. L'any 1807 ja s'ha reedificat afegint el transsepte i la cúpula, "com la de Rocafort" (diu el contracte).
En elDiari de Tarragona 20/7/2003, el Sarral es destapa de romànic. Finalitzen els treballs de neteja i conservació del timpà de l'església de Santa Maria. El proper any la porta es torna a obrir pels 150 anys de la festa votada.